# Krøderbanen
| Museumszug auf der Krøderbane |                                                                                           |                                                                            |                                                                     |
| |                                                                                           |                                                                            |                                                                     |
| Streckenlänge: | 25,97 km                                                                                  |                                                                            |                                                                     |
| Spurweite: | 1067 mm; ab 1909: 1435 mm                                                                 |                                                                            |                                                                     |
| Maximale Neigung: | 22 ‰                                                                                      |                                                                            |                                                                     |
| Minimaler Radius: | 188 m                                                                                     |                                                                            |                                                                     |
| Streckengeschwindigkeit: | früher: lokomotivgeführte Züge 45 km/h Triebwagenzüge 55 km/h heute: Museumsbahn: 30 km/h |                                                                            |                                                                     |
| |                                                                                           |                                                                            |                                                                     |
| \| \| 121,88 \| Krøderen (ab 28. November 1872) \| 139 moh. \| \| \| 118,10 \| Slettemoen (ab 4. Mai 1953) \| Slettemoen (ab 4. Mai 1953) \| \| \| 116,50 \| Kløftefoss (1. Juni 1891 als Hp „Ramfos“, Bhf Kløftefoss ab 15. März 1923) \| 187 moh. \| \| \| 115,30 \| Lia (ab 14. Februar 1949) \| Lia (ab 14. Februar 1949) \| \| \| 113,20 \| Ula (1. Februar 1873 als Hp „Uhla“, Bhf ab 1894, ab 1. Februar 1912 \| Ula (1. Februar 1873 als Hp „Uhla“, Bhf ab 1894, ab 1. Februar 1912 \| \| \| \| als Morud → km 111,75, Hp 14. Februar 1949–4. Mai 1953) \| \| \| \| 111,75 \| Morud („Ula“ 1. Februar 1912–15. Juli 1921, Hp ab 1. November 1957) \| 173 moh. \| \| \| 110,60 \| Grina (ab 22. Juli 1948) \| Grina (ab 22. Juli 1948) \| \| \| 108,09 \| Olavsby (ab 14. Februar 1949) \| Olavsby (ab 14. Februar 1949) \| \| \| 107,90 \| Snarum (ab 28. November 1872) \| 176 moh. \| \| \| 106,50 \| Asbjørnhus (ab 22. Juli 1948) \| Asbjørnhus (ab 22. Juli 1948) \| \| \| 105,80 \| Gundhus (ab 22. Juli 1948) \| Gundhus (ab 22. Juli 1948) \| \| \| 104,80 \| Løkka (ab 1. Dezember 1951) \| Løkka (ab 1. Dezember 1951) \| \| \| 103,62 \| Sysle (ab 1. Februar 1873) \| 146 moh. \| \| \| 102,70 \| Jemterud (ab 22. Juli 1948) \| Jemterud (ab 22. Juli 1948) \| \| \| 100,89 \| Hære (ab 1. Februar 1873) \| 165 moh. \| \| \| 99,48 \| Grøtterud (ab 22. Juli 1948) \| Grøtterud (ab 22. Juli 1948) \| \| \| \| Randsfjordbanen von Hønefoss \| \| \| \| 95,91 \| Vikersund (1866) \| 67 moh. \| \| \| \| Randsfjordbanen nach Hokksund \| \| \| \| \| \| \| \| Quellen: [1] \| \| \| \| |                                                                                           |                                                                            |                                                                     |
| Kopfbahnhof Streckenanfang | 121,88                                                                                    | Krøderen (ab 28. November 1872)                                            | 139 moh.                                                            |
| ehemaliger Haltepunkt / Haltestelle | 118,10                                                                                    | Slettemoen (ab 4. Mai 1953)                                                | Slettemoen (ab 4. Mai 1953)                                         |
| Bahnhof | 116,50                                                                                    | Kløftefoss (1. Juni 1891 als Hp „Ramfos“, Bhf Kløftefoss ab 15. März 1923) | 187 moh.                                                            |
| ehemaliger Haltepunkt / Haltestelle | 115,30                                                                                    | Lia (ab 14. Februar 1949)                                                  | Lia (ab 14. Februar 1949)                                           |
| ehemaliger Bahnhof | 113,20                                                                                    | Ula (1. Februar 1873 als Hp „Uhla“, Bhf ab 1894, ab 1. Februar 1912        | Ula (1. Februar 1873 als Hp „Uhla“, Bhf ab 1894, ab 1. Februar 1912 |
| Strecke |                                                                                           | als Morud → km 111,75, Hp 14. Februar 1949–4. Mai 1953)                    | als Morud → km 111,75, Hp 14. Februar 1949–4. Mai 1953)             |
| ehemaliger Bahnhof | 111,75                                                                                    | Morud („Ula“ 1. Februar 1912–15. Juli 1921, Hp ab 1. November 1957)        | 173 moh.                                                            |
| ehemaliger Haltepunkt / Haltestelle | 110,60                                                                                    | Grina (ab 22. Juli 1948)                                                   | Grina (ab 22. Juli 1948)                                            |
| ehemaliger Haltepunkt / Haltestelle | 108,09                                                                                    | Olavsby (ab 14. Februar 1949)                                              | Olavsby (ab 14. Februar 1949)                                       |
| Bahnhof | 107,90                                                                                    | Snarum (ab 28. November 1872)                                              | 176 moh.                                                            |
| ehemaliger Haltepunkt / Haltestelle | 106,50                                                                                    | Asbjørnhus (ab 22. Juli 1948)                                              | Asbjørnhus (ab 22. Juli 1948)                                       |
| ehemaliger Haltepunkt / Haltestelle | 105,80                                                                                    | Gundhus (ab 22. Juli 1948)                                                 | Gundhus (ab 22. Juli 1948)                                          |
| ehemaliger Haltepunkt / Haltestelle | 104,80                                                                                    | Løkka (ab 1. Dezember 1951)                                                | Løkka (ab 1. Dezember 1951)                                         |
| Bahnhof | 103,62                                                                                    | Sysle (ab 1. Februar 1873)                                                 | 146 moh.                                                            |
| ehemaliger Haltepunkt / Haltestelle | 102,70                                                                                    | Jemterud (ab 22. Juli 1948)                                                | Jemterud (ab 22. Juli 1948)                                         |
| ehemaliger Haltepunkt / Haltestelle | 100,89                                                                                    | Hære (ab 1. Februar 1873)                                                  | 165 moh.                                                            |
| ehemaliger Haltepunkt / Haltestelle | 99,48                                                                                     | Grøtterud (ab 22. Juli 1948)                                               | Grøtterud (ab 22. Juli 1948)                                        |
| Abzweig geradeaus und von links |                                                                                           | Randsfjordbanen von Hønefoss                                               | Randsfjordbanen von Hønefoss                                        |
| Bahnhof | 95,91                                                                                     | Vikersund (1866)                                                           | 67 moh.                                                             |
| Strecke |                                                                                           | Randsfjordbanen nach Hokksund                                              | Randsfjordbanen nach Hokksund                                       |
| |                                                                                           |                                                                            |                                                                     |
| Quellen: |                                                                                           |                                                                            |                                                                     |

Krøderbanen ist eine Eisenbahnstrecke in Norwegen, die Vikersund und Krøderen in Buskerud verbindet. Die 26 Kilometer lange, seit 1909 normalspurige Strecke wurde unter dem Namen Krøderenbanen in der Spurweite von 1067 mm (3,5 Fuß) gebaut. Der Begriff Krøderbanen wird seit etwa 1972 verwendet.

## Geschichte
Mit dem Bau der Nebenstrecke zur Randsfjordbane wurde 1870 begonnen. Die Eröffnung fand am 28. November 1872 statt. Für den Bau wurden Schienen mit einem Metergewicht von 25 kg verwendet, die zehn Meter lang waren. Der Umbau auf Normalspur erfolgte 1909.
Der Holztransport von Hallingdal nach Drammen war die wichtigste Einnahmequelle der Strecke. Vom Bahnhof Krøderen am südlichen Ende des Sees Krøderen führte eine Dampfschifflinie nach Gulsvik. Die Fahrt mit den Dampfschiffen D/S Haakon Adelsten (1861), Krøderen und Norefjeld dauerte rund 2½ Stunden. Das letzte Dampfschiff fuhr 1925. Mit der Eröffnung des Teilabschnittes Voss–Gulsvik der Bergensbane am 10. Juni 1908 erhöhte sich das Verkehrsaufkommen der Krøderbane sehr stark. Nachdem die Bergensbane 1909 zwischen Hønefoss und Oslo eröffnet wurde, schrumpfte dieser Verkehr nur noch auf lokale Bedürfnisse.
Der Personenverkehr wurde am 19. Januar 1958 eingestellt, der Abschnitt zwischen Krøderen und km 119,5 am 1. Januar 1979 stillgelegt. Der Güterverkehr auf dem Restabschnitt wurde bis 1. März 1985 betrieben.

## Museumsbahn

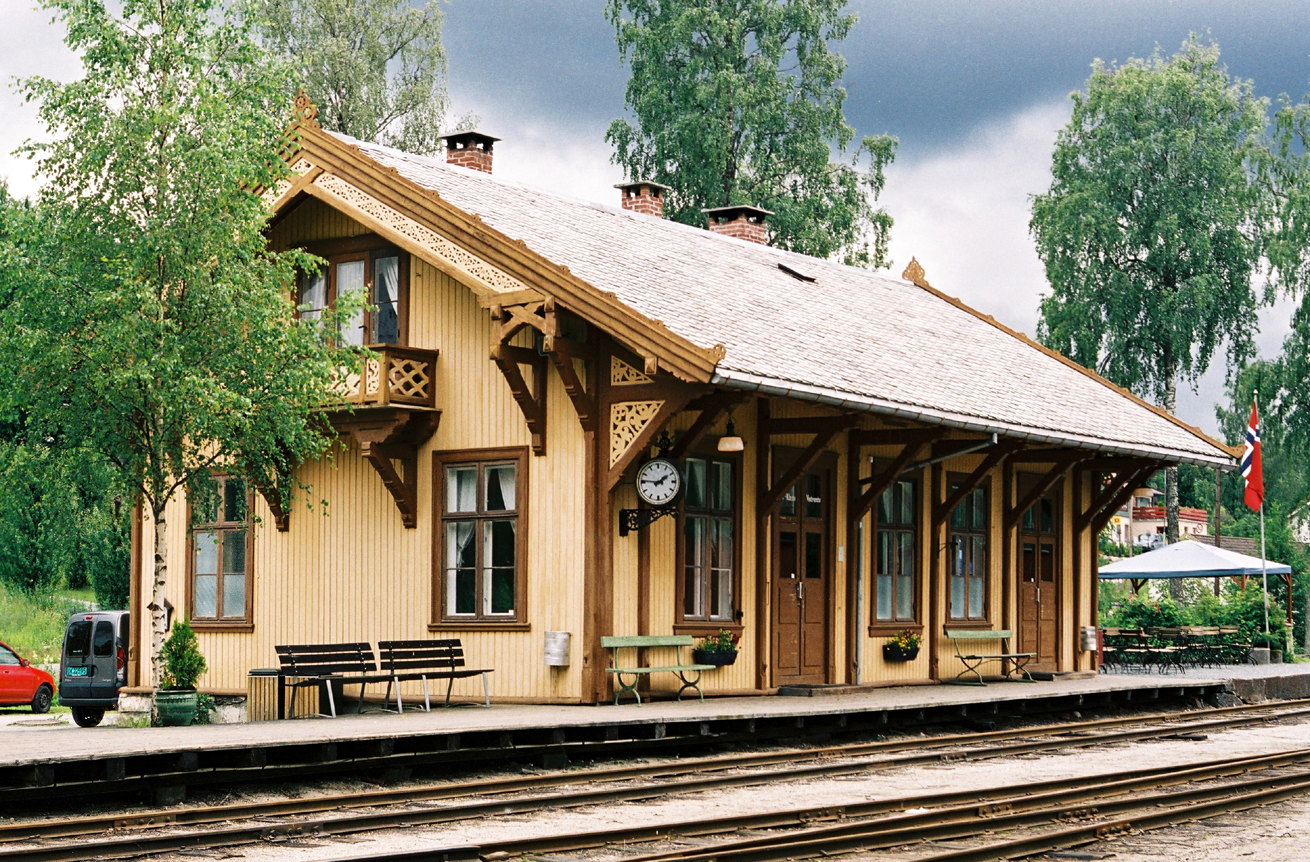
Bahnhof Krøderen

Das Storting beschloss noch im gleichen Jahr, die Krøderbane für die Nachwelt als Museumsbahn zu erhalten.
Die Umgebung der Endstation Krøderen ist einschließlich eines etwa 2,6 Kilometer langen Streckenabschnittes norwegisches Kulturdenkmal und wurde mit der Olavsrose ausgezeichnet. Zusätzlich werden die Stationen Snarum, Sysle und Kløftefoss vom Museumszug bedient, der in den Sommermonaten jeden Sonntag dreimal fährt.

## Besonderes
Das Lied «Dra med Krøderbanen» von Billy Strayhorn war ein Erfolgsschlager der norwegischen Gesangsgruppe Ballade!.